# Península de Pakri
La península de Pakri está situada al noroeste del condado de Harju, Estonia, adentrándose en el mar Báltico. Tiene una longitud de unos 12 km y abarca un área de unos 40 km².
Algunas zonas de la península fueron protegidas en 1998 como la Reserva Paisajística de Pakri, dado sus características geológicas únicas, sus valiosos grupos de flora y fauna, como así también su interés histórico.

## Fotos

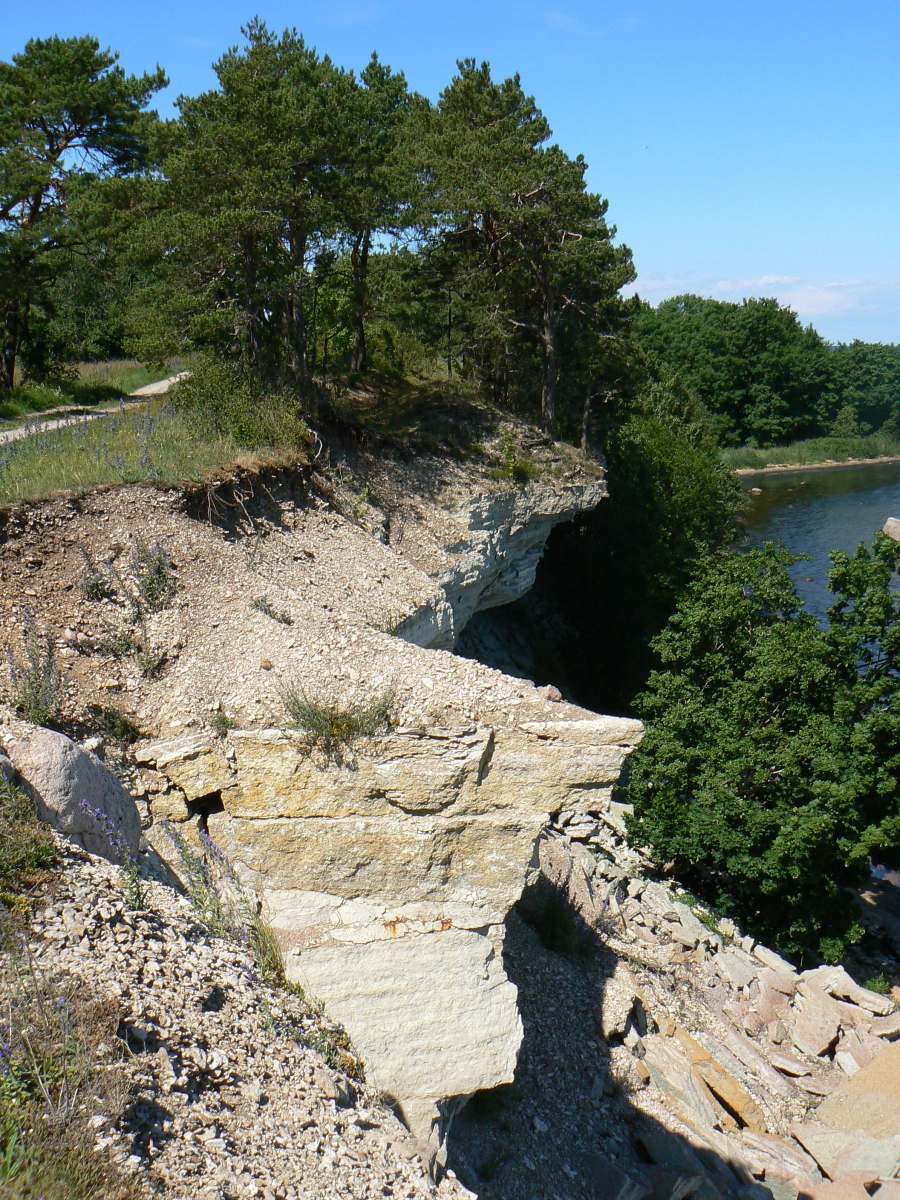
Costa Este de la Península de Pakri
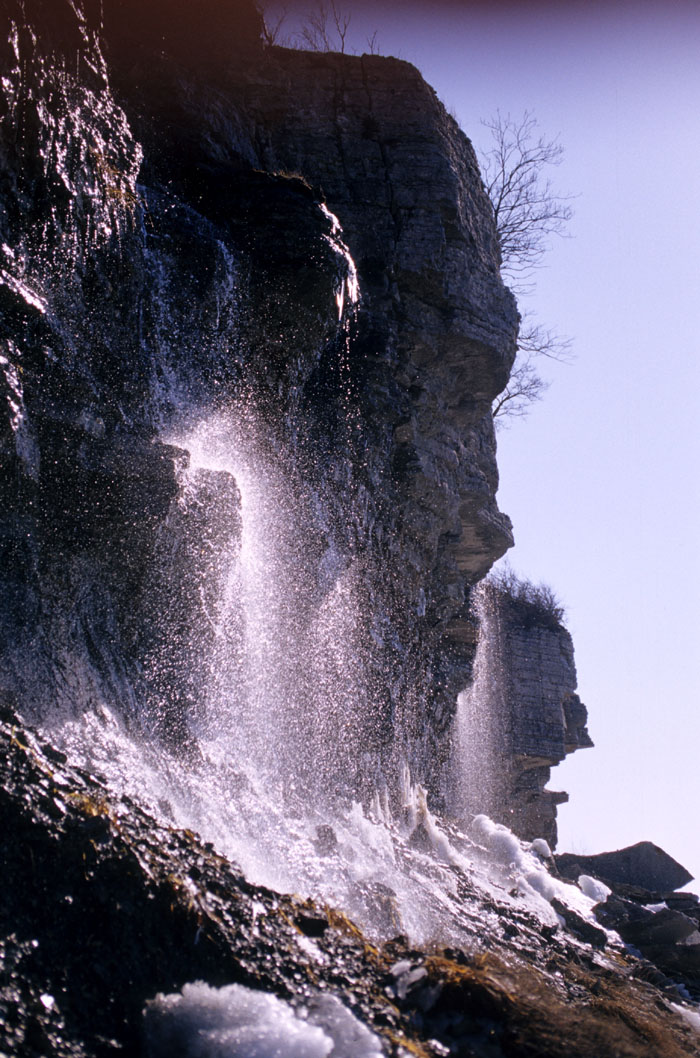
Acantilado de Pakri
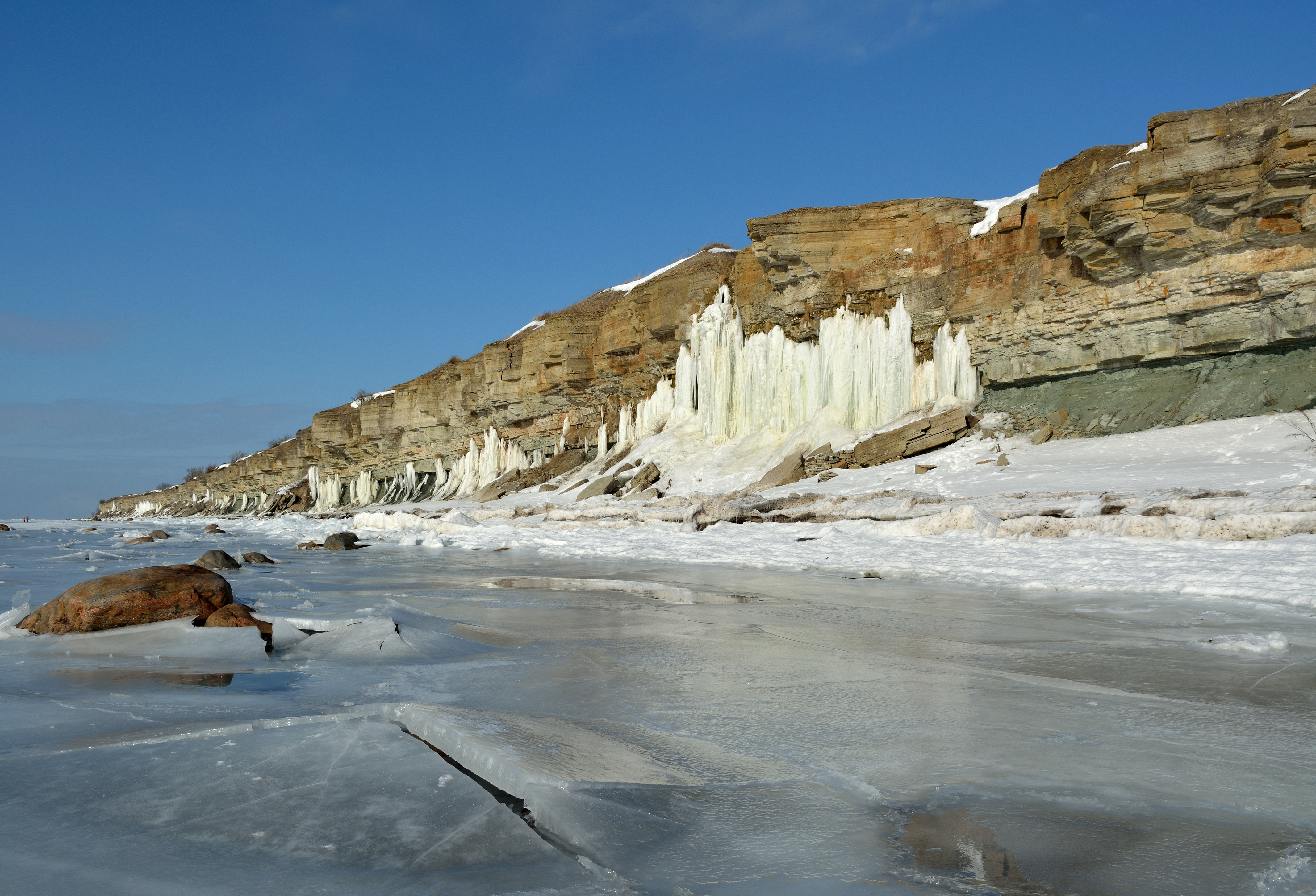
Acantilado de Pakri
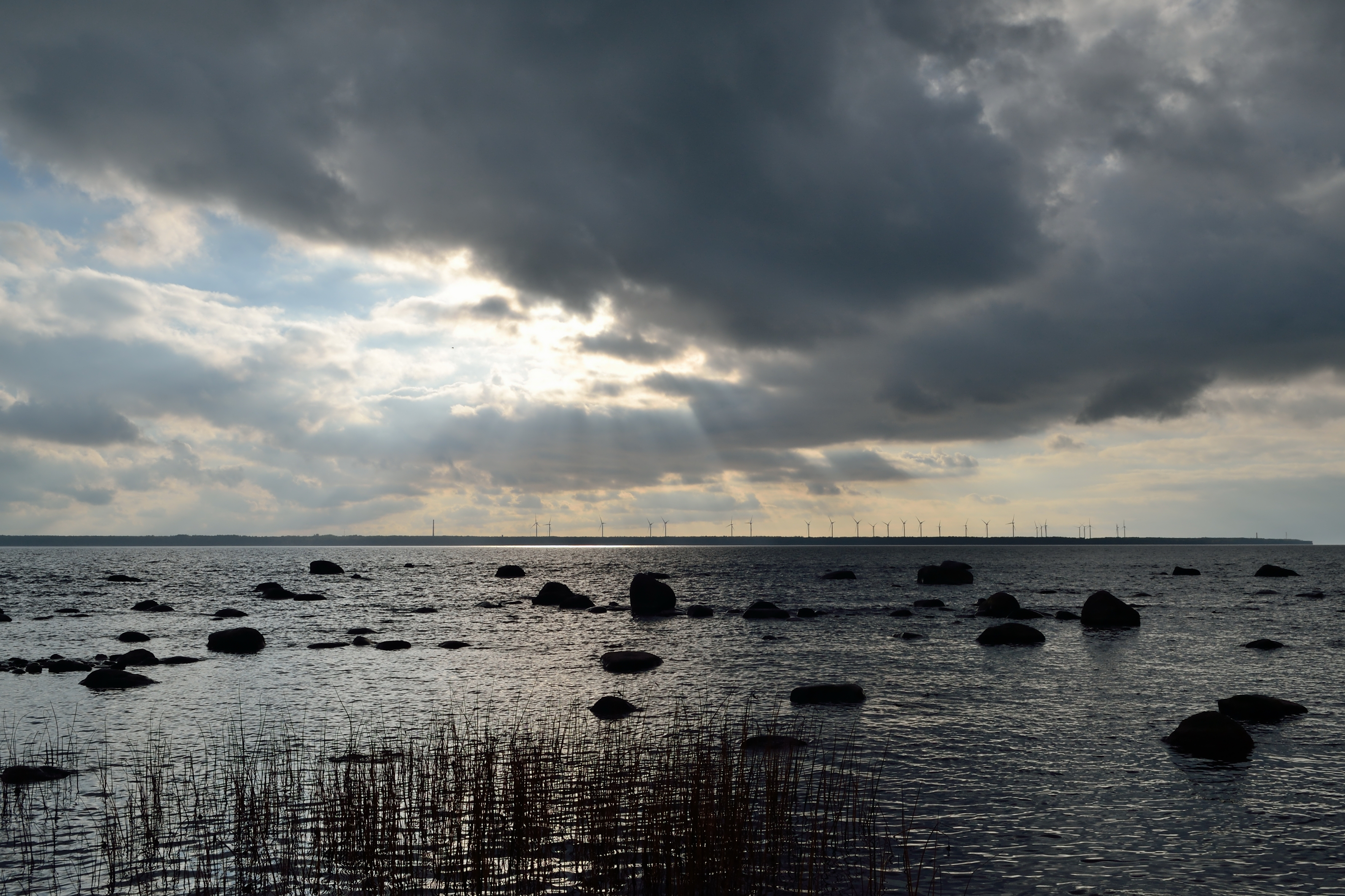
Golfo de la Península de Pakri
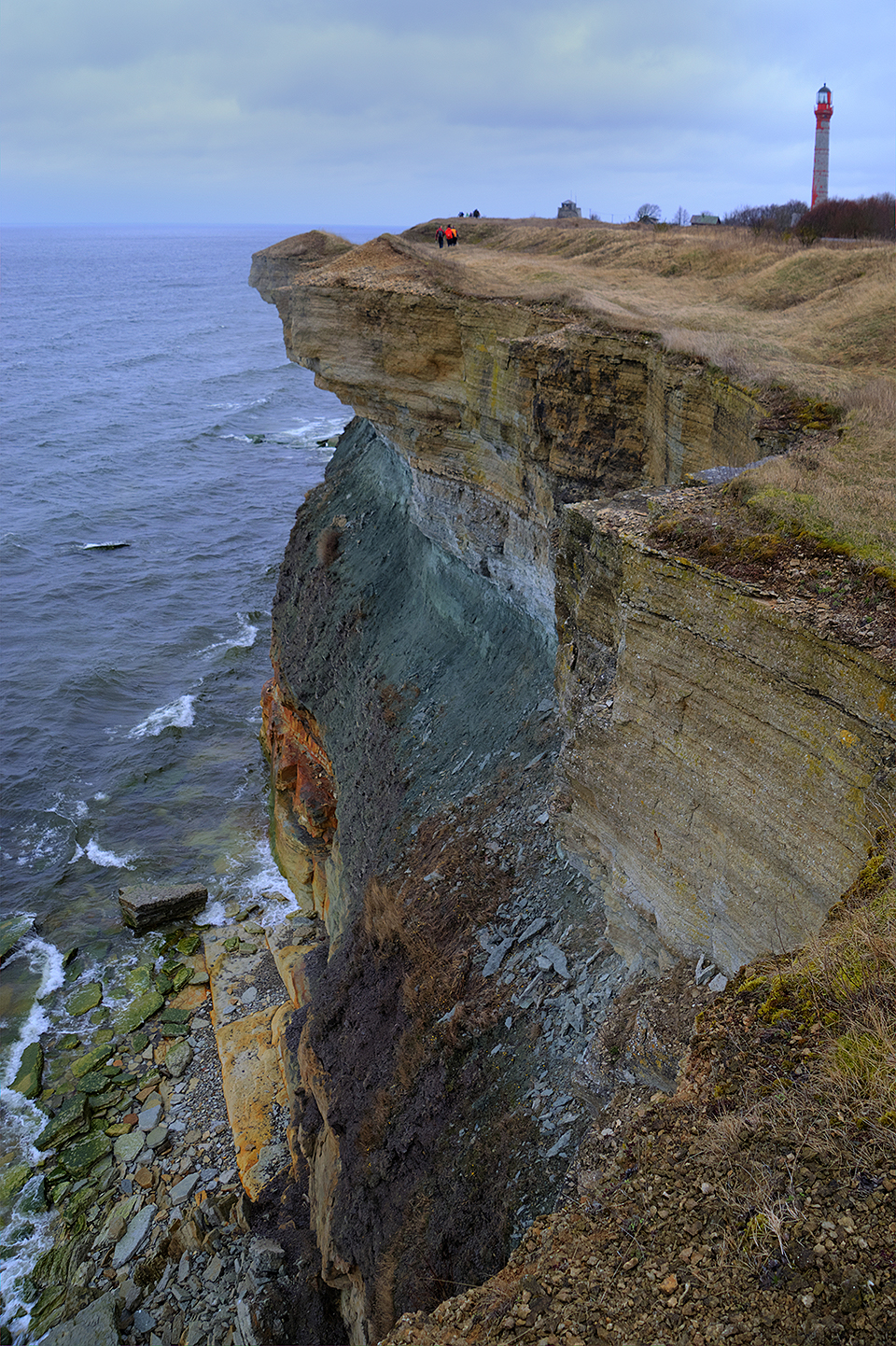
Acantilado de Pakri